# Chupamarca
Santiago de Chupamarca es una localidad peruana, ubicada en el distrito de Chupamarca, en la provincia de Castrovirreyna del Departamento de Huancavelica. La sede se ubica en la Comunidad de Santiago de Chupamarca, a 3 325 m s. n. m.

## Geografía
En éste distrito se encuentran las nacientes de la cuenca hidrográfica del río Chupamarca y Aurahúa, algunas zonas del municipio sobrepasan los 4 700 m s. n. m.

## Autoridades

### Municipales
- 2023-2026
  - Alcalde: Agripino Gustavo Pauyac Huaraca , Movimiento independiente Trabajando para Todos (TpT).
  - Regidores: Rafael Goitia Pérez  (TpT), Mary Luz Goitia Huaraca (TpT), Nelson Wilfredo Cerazo Lume  (TpT), Minno Milagros Chipana Perez (TpT), Martin Evaristo Canchari Pérez (Movimiento Regional AGUA ).

### Religiosas
- Obispo de Huancavelica: Monseñor Isidro Barrio Barrio (2005 - ).